# Инзерский сельсовет (Белорецкий район)
Инзерский сельсовет (башк. Инйәр ауыл советы) — сельское поселение в Белорецком районе Башкортостана России. До 17 декабря 2004 года имел статус поссовета.
Административный центр — село Инзер.

## История
В 1995 году постановлением Государственного Собрания Республики Башкортостан от 09.11.1995 года № ГС-70 «Об образовании закрытого административно-территориального образования города республиканского значения Межгорье» упразднён Татлинский сельсовет  с передачей с 1 января 1996 года деревень Бердагулово, Верхняя Манява, села  Лапышта, Дубинино  и хутора Нижняя  Манява района в состав Инзерского поссовета.
Статус и границы сельского поселения установлены согласно Закону о границах, статусе и административных центрах муниципальных образований в Республике Башкортостан имеет статус сельского поселения. 

## Население
| 1939  | 1961  | 1969  | 2002  | 2009  | 2010  | 2012  |
| ----- | ----- | ----- | ----- | ----- | ----- | ----- |
| 4900  | ↗5694 | ↘5327 | ↗6346 | ↗7604 | ↘6128 | ↘6077 |
| 2013  | 2014  | 2015  | 2016  | 2017  |       |       |
| ↘6074 | ↗6092 | ↘6031 | ↘5994 | ↘5971 |       |       |

1939 год — 4900 (2402 мужчины, 2498 женщины) чел.

## Состав сельского поселения
| №  | Населённый пункт | Тип населённого пункта       | Население |
| -- | ---------------- | ---------------------------- | --------- |
| 1  | Аисово           | деревня                      | ↘22       |
| 2  | Айгир            | деревня                      | ↘12       |
| 3  | Александровка    | деревня                      | ↘11       |
| 4  | Арышпарово       | село                         | ↘59       |
| 5  | Бердагулово      | деревня                      | ↘240      |
| 6  | Верхняя Манява   | деревня                      | ↘0        |
| 7  | Дубинино         | село                         | ↘45       |
| 8  | Инзер            | село, административный центр | ↘4107     |
| 9  | Корпуста         | деревня                      | ↘11       |
| 10 | Кулмас           | село                         | ↘18       |
| 11 | Кумбино          | село                         | ↘49       |
| 12 | Лапышта          | село                         | ↘0        |
| 13 | Манышта          | село                         | ↘372      |
| 14 | Нижняя Манява    | хутор                        | ↘6        |
| 15 | Нижняя Тюльма    | деревня                      | ↘65       |
| 16 | Новохасаново     | село                         | ↘177      |
| 17 | Нукатово         | село                         | ↘148      |
| 18 | Реветь           | деревня                      | ↘61       |
| 19 | Сафаргулово      | деревня                      | ↘99       |
| 20 | Суир-Аисово      | деревня                      | →0        |
| 21 | Усмангали        | село                         | ↘404      |